# Култура Агуада
Културата Агуада възниква и се развива през периода 600 - 900 г. на територията на днешните аржентински провинции Катамарка и Ла Риоха. Нейното влияние обаче достига и в различни части на Северозападна Аржентина и северните райони на Чили.
Типични за Агуада са рисуваната полирана и гравирана керамика, обработката на метали като злато и бронз, скулптури от камък и изображения рисувани в скалните пещери и заслони. Характерни за тази култура са изображенията на котки.
Развито е селското стопанство благодарение на създаването на сложни хидравлични системи за напояване. Агуада са земеделци и скотовъдци. Отглеждат боб, тикви, фъстъци и царевица, от домашните животи — лама.
Религиозната и политическа върхушка обитава каменни жилища, а обикновените хора живеят в колиби от слама и кал. Практикуват човешки жертвоприношения.
Агуада се развива под влиянието на други местни култури, които я предшестват в региона, особено Сиенага и Кондоруаси.